# Condado de Divide
El condado de Divide (en inglés: Divide County, North Dakota), fundado en 1910,  es uno de los 53 condados en el estado estadounidense de Dakota del Norte. En el 2000 el condado tenía una población de  2283 habitantes en una densidad poblacional de 07 personas por km². La sede del condado es Crosby.

## Geografía
Según la Oficina del Censo, el condado tiene un área total de 3354 km² (1295,0 mi²), de la cual 3263 km² (1259,8 mi²) es tierra y 91 km² (35,1 mi²) es agua.

### Condados adyacentes y los municipios rurales
- Condado de Lake Alma n.º 8 (noroeste)
- Condado de Souris Valley n.º 7 (norte)
- Condado de Cambria n.º 6  (norte)
- Condado de Estevan n.º 5  (noreste)
- Condado de Burke (este)
- Condado de Williams (sur)
- Condado de Sheridan (oeste)

### Áreas protegidas nacionales
- Des Lacs Refugio de Vida Silvestre (parte)
- Lostwood Refugio de Vida Silvestre (parte)

## Economía
La agricultura y el petróleo. Divida el Condado es uno de varios condados del oeste de Dakota del Norte con una exposición significativa a la Formación Bakken en el Williston Cuenca.

## Demografía
En el 2000 la renta per cápita promedia del condado era de $30 089, y el ingreso promedio para una familia era de $39 292. El ingreso per cápita para el condado era de $16 225. En 2000 los hombres tenían un ingreso per cápita de $28 333 versus $16 371 para las mujeres. Alrededor del 14.60% de la población estaba bajo el umbral de pobreza nacional.
| 1910 | 1920 | 1930 | 1940 | 1950 | 1960 | 1970 | 1980 | 1990 | 2000 | Est. 2009 |
| ---- | ---- | ---- | ---- | ---- | ---- | ---- | ---- | ---- | ---- | --------- |
| 6015 | 9637 | 9636 | 7086 | 5967 | 5566 | 4564 | 3494 | 2899 | 2283 | 1961      |

## Mayores autopistas
- U.S. Highway 85
- Carretera de Dakota del Norte 5
- Carretera de Dakota del Norte 40
- Carretera de Dakota del Norte 42

## Lugares

### Ciudades
- Ambrose
- Crosby
- Fortuna
- Noonan

Nota: todas las comunidades incorporadas en Dakota del Norte se les llama "ciudades" independientemente de su tamaño

### Municipios
| - Alexandria - Ambrose - Blooming Prairie - Blooming Valley - Border - Burg - Clinton - Coalfield - Daneville - De Witt - Elkhorn | - Fertile Valley - Fillmore - Frazier - Frederick - Garnet - Gooseneck - Hawkeye - Hayland - Lincoln Valley - Long Creek - Mentor | - Palmer - Plumer - Sioux Trail - Smoky Butte - Stoneview - Troy - Twin Butte - Upland - Westby - Writing Rock |